# 松原町 (瀬戸市)
松原町（まつばらちょう）は、愛知県瀬戸市效範連区の町名。現行行政地名は松原町1丁目から3丁目。

## 地理
- 瀬戸市の西部に位置する[8]。西を南山町、北を東山町・山手町、東を北山町、南を效範町・平町と隣接している[8]。
- 住宅地域[8]。名鉄沿線の1丁目には、南に隣接する效範町にまたがり県営水野団地や遊技場・医院・各種商店が並び、2・3丁目は個人住宅地区[8]。

### 河川
- 勘右ェ門川（瀬戸川支流） ： 1丁目の西部を南流している。

- 勘右ェ門川（松原町内）

### 学区
市立小・中学校に通う場合、学区は以下の通りとなる。また、公立高等学校普通科に通う場合の学区は以下の通りとなる。
| 町丁・丁目  | 番・番地等 | 小学校             | 中学校             | 高等学校 |
| ----------- | ---------- | ------------------ | ------------------ | -------- |
| 松原町1丁目 | 全域       | 瀬戸市立東山小学校 | 瀬戸市立南山中学校 | 尾張学区 |
| 松原町2丁目 | 全域       | 瀬戸市立東山小学校 | 瀬戸市立南山中学校 | 尾張学区 |
| 松原町3丁目 | 全域       | 瀬戸市立東山小学校 | 瀬戸市立南山中学校 | 尾張学区 |

## 歴史

### 沿革
- 1957年（昭和32年）7月1日 - 瀬戸市大字中水野字南山の一部により、同市松原町として成立[2]。
- 1966年（昭和41年）3月10日 - 町域の一部が1丁目となり、1丁目に效範町・平町・南山町の各一部を編入する[11]。また、町域の一部が效範町2丁目・田端町2丁目・南山町2丁目となる[11]。
- 1968年（昭和43年）4月15日 - 2・3丁目を設置し、2丁目に南山町・山手町の各一部を編入する[12]。
- 1984年（昭和59年）5月1日 - 3丁目に小田妻町の一部[注釈 2]を編入する[13]。
- 2008年（平成20年）3月1日 - 1丁目の一部が東山町1丁目に編入され、1丁目に東山町の一部を編入する[14][15]。また、2丁目の一部が東山町2丁目となり、2丁目の一部が山手町に編入される[14][15]。

## 世帯数と人口
2024年（令和6年）1月1日現在の世帯数と人口は以下の通りである。
| 町丁・丁目  | 世帯数  | 人口  |
| ----------- | ------- | ----- |
| 松原町1丁目 | 161世帯 | 316人 |
| 松原町2丁目 | 98世帯  | 205人 |
| 松原町3丁目 | 143世帯 | 266人 |
| 計          | 402世帯 | 787人 |

### 人口の変遷
国勢調査による人口の推移
| 1995年（平成7年）  | 891人 | [ 16 ] |  |
| 2000年（平成12年） | 854人 | [ 17 ] |  |
| 2005年（平成17年） | 835人 | [ 18 ] |  |
| 2010年（平成22年） | 820人 | [ 19 ] |  |
| 2015年（平成27年） | 842人 | [ 20 ] |  |
| 2020年（令和2年）  | 822人 | [ 21 ] |  |

### 世帯数の変遷
国勢調査による世帯数の推移。
| 1995年（平成7年）  | 336世帯 | [ 16 ] |  |
| 2000年（平成12年） | 396世帯 | [ 17 ] |  |
| 2005年（平成17年） | 412世帯 | [ 18 ] |  |
| 2010年（平成22年） | 420世帯 | [ 19 ] |  |
| 2015年（平成27年） | 408世帯 | [ 20 ] |  |
| 2020年（令和2年）  | 394世帯 | [ 21 ] |  |

## 交通

### 鉄道
町内に鉄道は走っていない。最寄り駅は名鉄瀬戸線水野駅になる。

### バス
瀬戸市コミュニティバス「こうはん線」
- イオン瀬戸みずの店 - 東山町 - 陶生病院 系統が走っているが、町内にバス停はない。最寄りのバス停は、水野駅バス停・效範公民館バス停になる。

### 道路
愛知県道22号瀬戸環状線 ： 町の南西部、南山町との町境にある南山町交差点より南を通っている。

## 施設
- 瀬戸民間教育センター ヴェルデ ： 2019年（平成31年）に廃校となった専門学校緑ヶ丘女学院の跡地を再利用した施設で、フリースクールや放課後デイサービスなど各種の学びを得られる場所となっている[22]。株式会社トリオジャパンが運営している[22]。
  - 専門学校緑ヶ丘女学院 ： 1945年（昭和20年）尾張旭市に「あさひ学園」として開設され、1952年（昭和27年）に現在地に移転[23]。市内唯一の専門学校として女子の職業教育を担っていたが、生徒数の減少もあって2017年（平成29年）度以降の新規募集は停止となった[23]。
- 松ヶ丘保育園 ： 1969年（昭和44年）に保護者主体の無認可保育所として開設[24]。2020年（令和2年）7月より、社会福祉法人 瀬戸松ヶ丘の会が運営する認可保育園となっている[24]。保育対象年齢は生後2ヵ月〜3歳未満で、定員は30名[25]。
- 南山神社[8] ： 1940年（昭和15年）に社殿が完成し、天照大神・大山祇神を勧請して、式典が行われ、現在の形となる[26]。

- 瀬戸民間教育センター ヴェルデ（旧・専門学校緑ヶ丘女学院）
- 松ヶ丘保育園
- 南山神社

## その他

### 日本郵便
- 郵便番号 ： 489-0985[6]（集配局：瀬戸郵便局[27]）。